# Arlene Sidaris
Arlene Terry Sidaris (* 21. April 1941 in New York City, New York als Arlene Terry Smilowitz) ist eine US-amerikanische Filmproduzentin, die auch als Drehbuchautorin und Schauspielerin für überwiegend Werke ihres Mannes Andy Sidaris in Erscheinung trat.

## Leben
Sidaris wurde am 21. April 1941 in New York City als Arlene Terry Smilowitz geboren. Von 1958 bis 1961 studierte sie Business Administration und Management am City College of New York, das sie mit dem Associate of Arts and Sciences abschloss. Sie war bis zu dessen Tod am 7. März 2007 mit dem Filmregisseur Andy Sidaris verheiratet. Die beiden hatten ein gemeinsames Kind.
Erste Tätigkeiten als Produzentin übernahm sie von 1977 bis 1979 für 46 Episoden der Fernsehserie The Hardy Boys/Nancy Drew Mysteries, für die sie zusätzlich für zwei Episoden das Drehbuch schrieb. 1985 schrieb sie die Story für den Fernsehfilm Geliebter einer Ehefrau. Im selben Jahr übernahm sie eine Nebenrolle im Film Malibu-Express. Ab Mitte der 1980er Jahre trat sie als Filmproduzentin in den sogenannten „Bullets, Bombs and Babes“-Filmen ihres Mannes in Erscheinung, so etwa 1987 in Hard Ticket to Hawaii. In der Folge erschien fast jährlich ein weiterer Film, der dasselbe Schema – freizügige Frauen, fast ausschließlich von ehemaligen Playmates besetzt – die als Agentin auftreten, übernahmen. Der letzte Film für den sie für die Produktion verantwortlich war, erschien mit Return to Savage Beach 1998. Der 2017 erschienene Action-Pornofilm Blown Away übernimmt die filmischen Grundzüge der Sidaris-Eheleute und kann als Hommage gesehen werden.

## Filmografie (Auswahl)

### Produktion
- 1977–1979: The Hardy Boys/Nancy Drew Mysteries (Fernsehserie, 46 Episoden)
- 1985: Geliebter einer Ehefrau (Obsessed with a Married Woman, Fernsehfilm)
- 1987: Hard Ticket to Hawaii
- 1988: Hawaii Connection (Picasso Trigger)
- 1989: Heiße Girls und scharfe Schüsse (Savage Beach)
- 1990: Heiße Girls – Lizenz zum Killen (Guns)
- 1991: Girls, Games and Guns (Do or Die)
- 1992: Hard Hunted – Heiße Girls eiskalt (Hard Hunted)
- 1993: Fit to Kill – Kurven, Krallen und Kanonen (Fit to Kill)
- 1993: Enemy Gold: Amazonen rechnen ab (Enemy Gold)
- 1994: Deadworks – Heiß und tödlich (The Dallas Connection)
- 1996: Power Ladies – Auf Biegen und Brechen (Day of the Warrior)
- 1998: Return to Savage Beach (L.E.T.H.A.L. Ladies: Return to Savage Beach)

### Drehbuch
- 1978–1979: The Hardy Boys/Nancy Drew Mysteries (Fernsehserie, 2 Episoden)
- 1985: Geliebter einer Ehefrau (Obsessed with a Married Woman, Fernsehfilm)

### Schauspiel
- 1985: Malibu-Express (Malibu Express)